# Vaccinium gracile
Vaccinium gracile är en ljungväxtart som beskrevs av J. J. Smith. Vaccinium gracile ingår i Blåbärssläktet, och familjen ljungväxter. Inga underarter finns listade i Catalogue of Life.